# Metropolitana di Londra
La Metropolitana di Londra (in inglese: London Underground), conosciuta come the Tube, è la rete metropolitana al servizio della Grande Londra e di alcune contee inglesi adiacenti come quella di Buckinghamshire, Essex e Hertfordshire.
Si tratta della più antica rete metropolitana del mondo e la più estesa d'Europa. Effettua servizio ogni giorno dell'anno ad eccezione del 25 dicembre, e nei giorni di venerdì e sabato funziona, su alcune linee, 24 ore al giorno.
La metropolitana di Londra, gestita dalla Transport for London, fu inaugurata il 10 gennaio 1863 e conta 272 stazioni dislocate in tutta l'area della Grande Londra. La velocità media commerciale dei treni (comprese le fermate) è pari a 33 km/h. Il gestore stima che ogni treno della metropolitana percorra circa 123600 km all'anno (pari a circa tre giri sulla circonferenza della Terra). Gli accessi registrati ogni anno sono circa 1 073 000 000, mentre contando solo i singoli passeggeri il numero è di circa 28 milioni.
La metropolitana di Londra viene comunemente chiamata dai suoi utenti e dalla popolazione britannica The Tube ("Il Tubo") per la forma dei suoi tunnel, a sezione circolare.

## Rete
La rete si espande per 405,2 km e conta 272 stazioni. Di seguito la lista delle linee attualmente attive:
| Logo | Nome                    | Inizio                                 | Fine                                                | Inaugurazione | Ultima estensione | Lunghezza (km) | Stazioni | Materiale rotabile |
| ---- | ----------------------- | -------------------------------------- | --------------------------------------------------- | ------------- | ----------------- | -------------- | -------- | ------------------ |
|      | Bakerloo Line           | Harrow & Wealdstone                    | Elephant & Castle                                   | 1906          | 1939              | 23,2           | 25       | 1972 Stock         |
|      | Central Line            | Epping                                 | West Ruislip / Ealing Broadway                      | 1900          | 1957              | 74             | 49       | 1992 Stock         |
|      | Circle Line             | Hammersmith                            | Edgware Road                                        | 1863          | 1905              | 27             | 36       | S7 Stock           |
|      | District Line           | Richmond / Ealing Broadway / Wimbledon | Upminster / Kensington (Olympia) / Edgware Road     | 1868          | 1939              | 64             | 60       | S7 Stock           |
|      | Hammersmith & City Line | Hammersmith                            | Barking                                             | 1863          | 1868              | 26,5           | 29       | S7 Stock           |
|      | Jubilee Line            | Stanmore                               | Stratford                                           | 1979          | 1999              | 36,2           | 27       | 1996 Stock         |
|      | Metropolitan Line       | Aldgate                                | Chesham / Amersham / Watford / Uxbridge             | 1863          | 1988              | 66,7           | 34       | S8 Stock           |
|      | Northern Line           | Battersea Power Station / Morden       | High Barnet / Mill Hill East / Edgware              | 1890          | 2021              | 58             | 52       | 1995 Stock         |
|      | Piccadilly Line         | Cockfosters                            | Uxbridge / Heathrow Terminal 5 /Heathrow Terminal 4 | 1906          | 2008              | 71             | 53       | 1973 Stock         |
|      | Victoria Line           | Walthamstow Central                    | Brixton                                             | 1968          | 1971              | 21             | 16       | 2009 Stock         |
|      | Waterloo & City Line    | Bank                                   | Waterloo                                            | 1898          | —                 | 2,5            | 2        | 1992 Stock         |

In passato hanno fatto parte della rete altre due linee, la Northern City Line e la East London Line.

### Lunghezza
Come già accennato, la metropolitana di Londra copre 405,2 km (250 miglia) di tracciato e presenta sia linee che corrono in profondità sia in sub-superficie. Le linee Circle, District, Hammersmith & City e Metropolitan corrono in sub-superficie, con le gallerie situate appena sotto il piano di calpestio. Le restanti sono ubicate invece in profondità, con treni più piccoli che corrono in gallerie circolari con un diametro di circa tre metri e mezzo.
La periferia non è servita da linee ad hoc, ma solo dai prolungamenti di quelle principali; ciò significa che, per andare da una zona della periferia ad un'altra con la metro, bisogna necessariamente transitare per il centro ed effettuarvi un interscambio tra linee. Per contenere questo problema, almeno nella fascia intermedia del territorio urbano, nel XXI secolo è stato ideato il servizio alternativo della London Overground, che crea un anello intorno alla Travelcard Zone 2, ossia i borghi appena fuori da quelli centrali.
La rete è perlopiù sotterranea, anche se quasi tutte le linee emergono in superficie al di fuori della zona centrale, sviluppandosi su viadotto o a livello del terreno: solo la linea Victoria e la brevissima Waterloo & City fanno eccezione. Qui la metropolitana perde la sua esclusività condividendo spesso i binari con ferrovie statali, talvolta proprietarie dell’infrastruttura. In tal modo l’estensione del servizio risulta più ampia di quanto non sarebbe con le sole stazioni di proprietà metropolitana.

## Storia

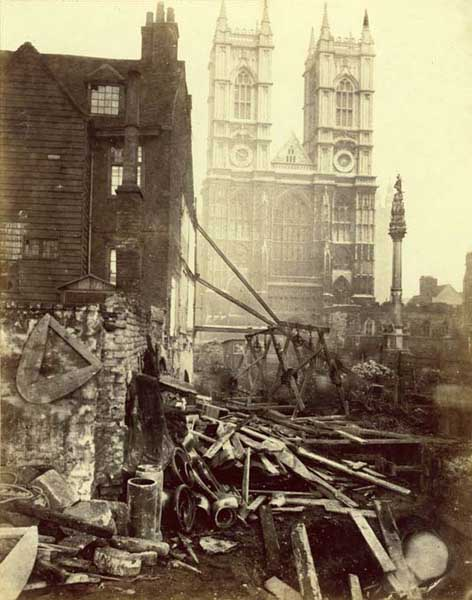
Scavi per la costruzione della stazione di Westminster

La prima linea della metropolitana fu aperta senza cerimonia il 10 gennaio 1863. Il sistema fu accolto con grande entusiasmo dalla popolazione londinese, tanto che l'anno successivo vi erano più di 260 progetti di nuove linee, delle quali fu realizzata però solo quello tra Westminster e South Kensington nel 1868, gestita dalla Metropolitan Railway.
Fu la prima metà del Novecento, comunque, il periodo d'oro per la metropolitana londinese. Lo sviluppo fu impetuoso: nel 1898 fu inaugurata la Waterloo & City Line, nel 1904 la Great Northern & City, nel 1906 la Bakerloo e la Piccadilly, nel 1907 fu invece il turno della Hampstead Tube.
All'epoca la compagnia che gestiva la rete metropolitana si chiamava Underground Electric Railways Company, a cui si deve la realizzazione della prima mappa della Metro di Londra.
Durante la seconda guerra mondiale la metropolitana venne utilizzata come rifugio antiaereo e le stazioni furono adibite a depositi sotterranei.
Successivamente, vennero adottate numerose innovazioni, tra le quali l'introduzione dei tornelli e dei treni automatici.
Negli anni 2000 il governo Blair trasferì il servizio delle infrastrutture della metropolitana ad aziende private, tramite un partenariato pubblico-privato, pur lasciando la proprietà ad enti pubblici. La politica si rivelò molto controversa, trovando forte opposizione dal commissario dell'impresa pubblica locale Transport for London e dal sindaco socialista Ken Livingstone, con la critica che il progetto costituiva il passo precedente alla privatizzazione totale. Nonostante le battaglie legali degli oppositori, il progetto fu completato. Dopo pochi anni le due ditte private fallirono, Transport for London acquisì le aziende fallite e la metropolitana tornò in pieno controllo pubblico.

## Aspetti tecnici

### Tecniche di costruzione
Le linee della metropolitana di Londra possono essere suddivise in due tipologie:
- Linee di sub-superficie (Metropolitan, Hammersmith & City, Circle e District): sono state costruite con la tecnica cut and cover, ovvero scavando brevi trincee per i binari lungo le principali strade e poi ricoprendo subito le porzioni di gallerie ottenute. Sono le più antiche, costruite un secolo e mezzo fa. Queste linee hanno gallerie larghe di forma rettangolare dove passano 2 binari, e sono situate a una profondità non inferiore a 5 m, quindi si utilizza materiale rotabile alto.
- Le linee di profondità (Northern, Piccadilly, Bakerloo, Waterloo & City, Central, Jubilee e Victoria) sono state costruite a partire dal 1890, con l'intento di attraversare il Tamigi senza l'ausilio di ponti, utilizzando la tecnica dello scavo a scudo, ovvero scavando gallerie in profondità con trivelle, partendo solitamente da pozzi, e ricoprendo subito le pareti appena scavate con mattoni o lastre di calcestruzzo per evitare crolli e cedimenti. Queste linee hanno gallerie strette di forma circolare dove passa un solo binario, (quindi la linea è composta da due gallerie parallele) e sono situate a una profondità non inferiore a 20 m, quindi si utilizza materiale rotabile basso.

### Materiale rotabile
In origine, i treni della metropolitana non erano dissimili da un qualsiasi convoglio ferroviario; erano infatti locomotive a vapore, con vagoni dalla prima alla terza classe.
Fu solo successivamente che il materiale rotabile della metro londinese si evolse, raggiungendo velocità molto più elevate e presentando dispositivi più moderni, come ad esempio schermi che indicano la fermata successiva, o il capolinea.
L'attuale parco mezzi della metropolitana di Londra è molto eterogeneo, presentando treni di varia natura.

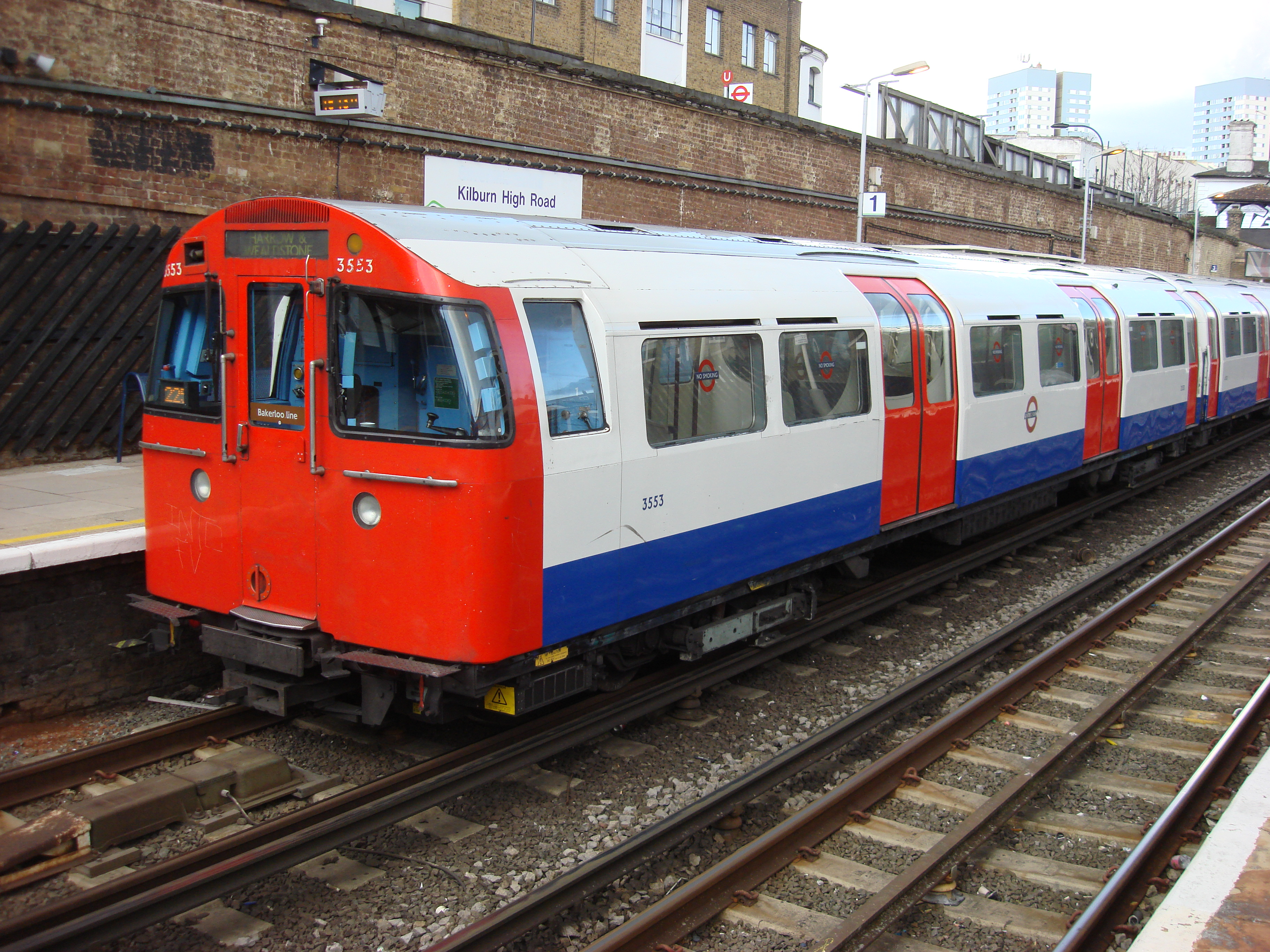
1972 Stock
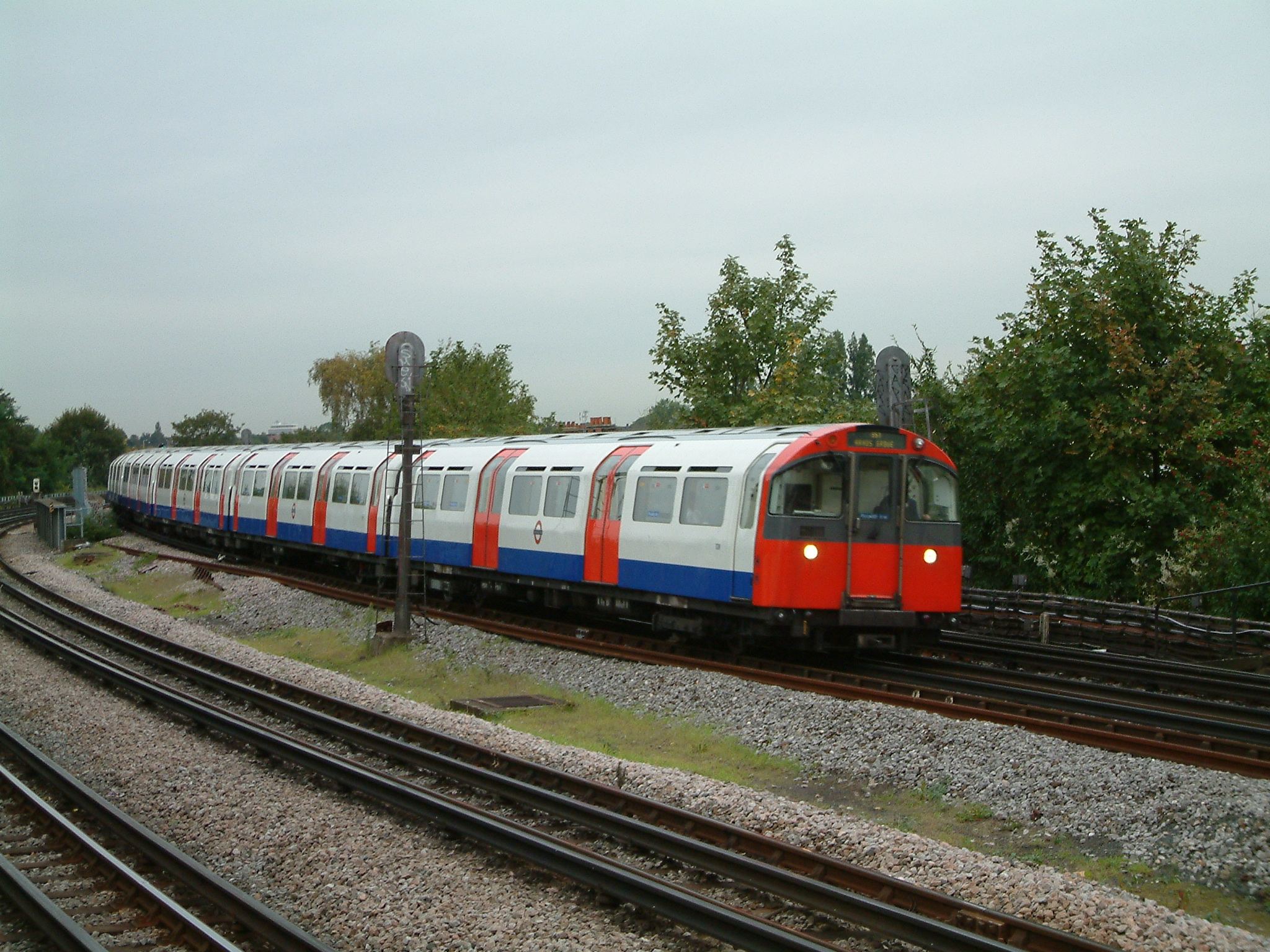
1973 Stock
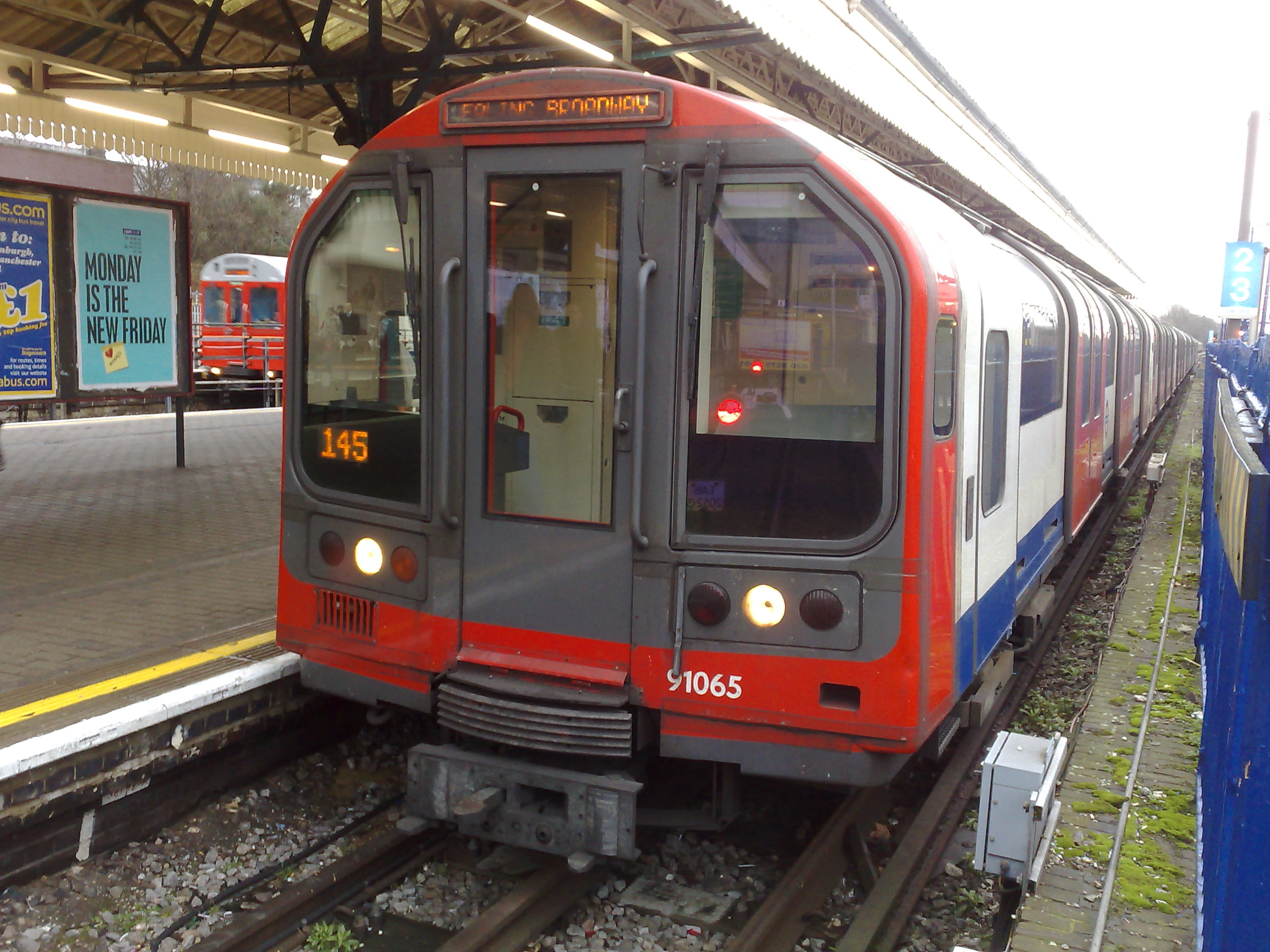
1992 Stock
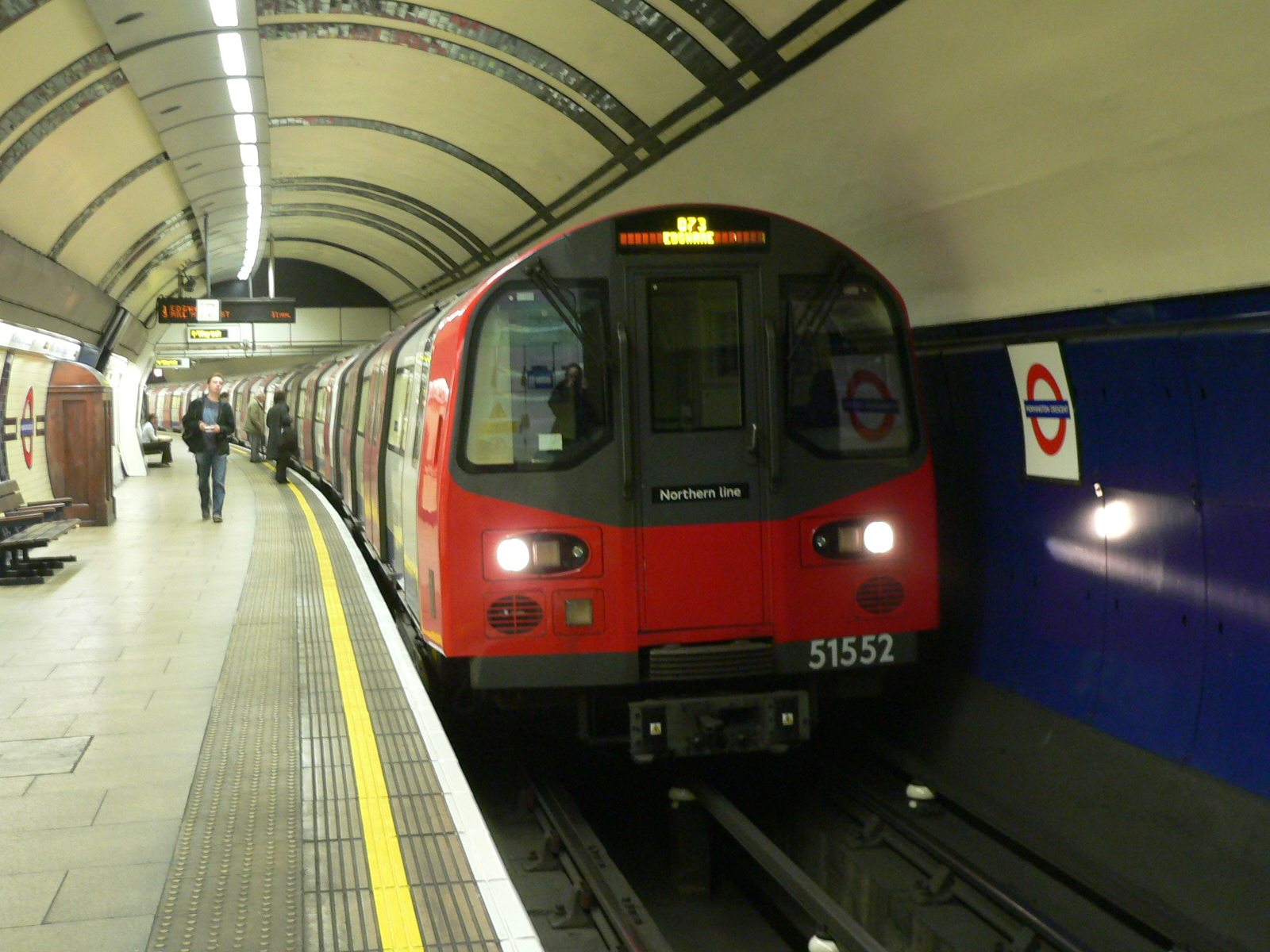
1995 Stock
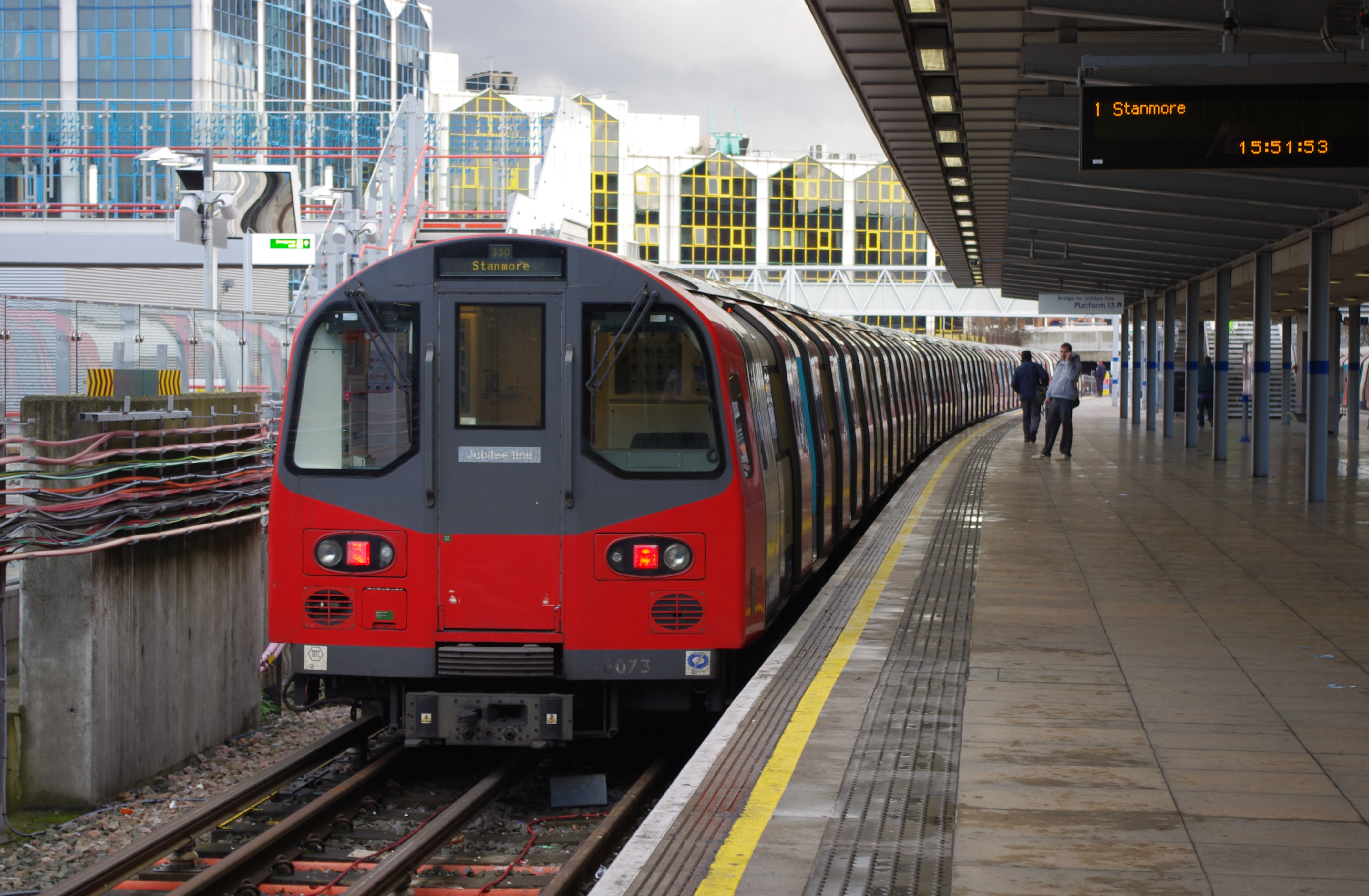
1996 Stock
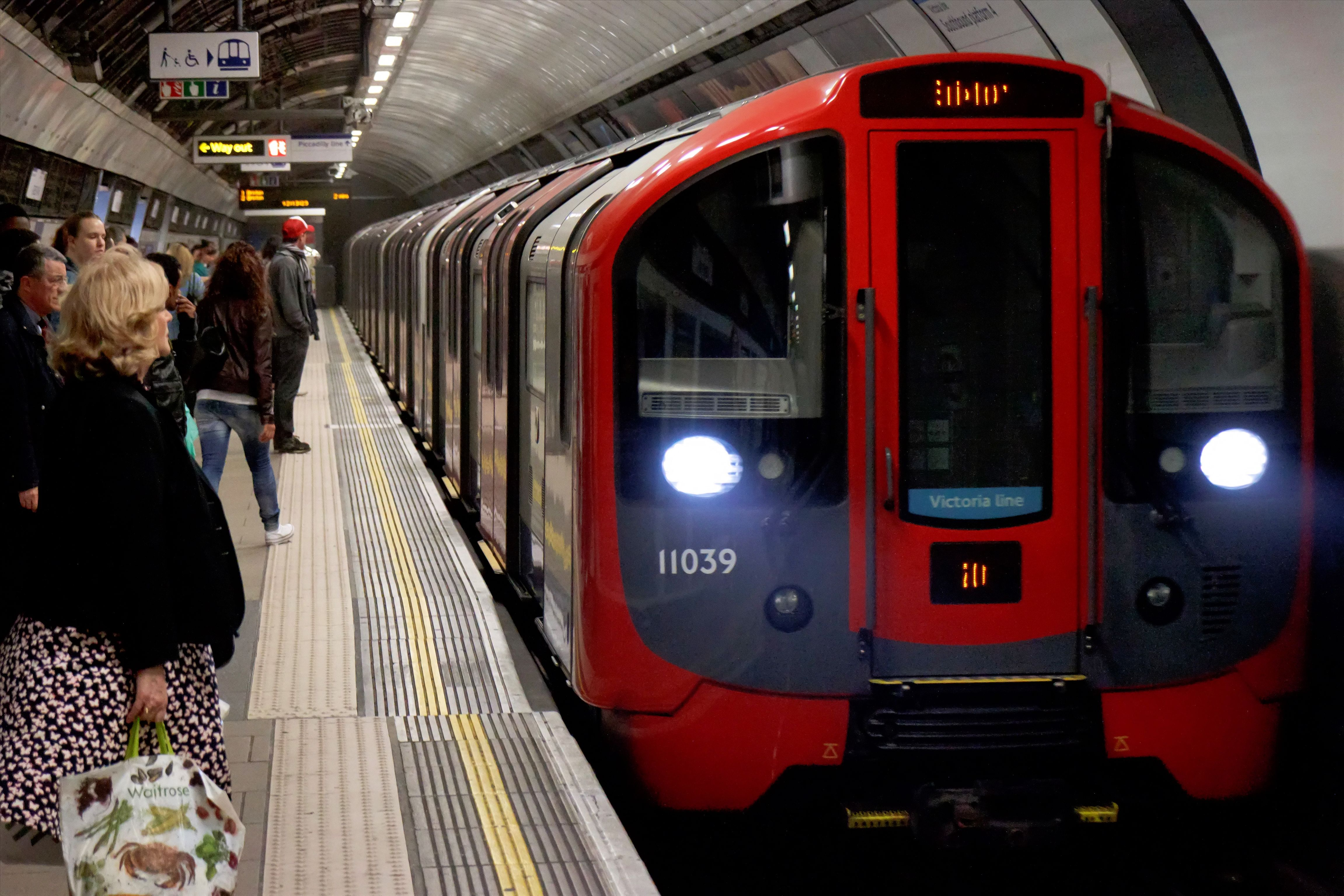
2009 Stock
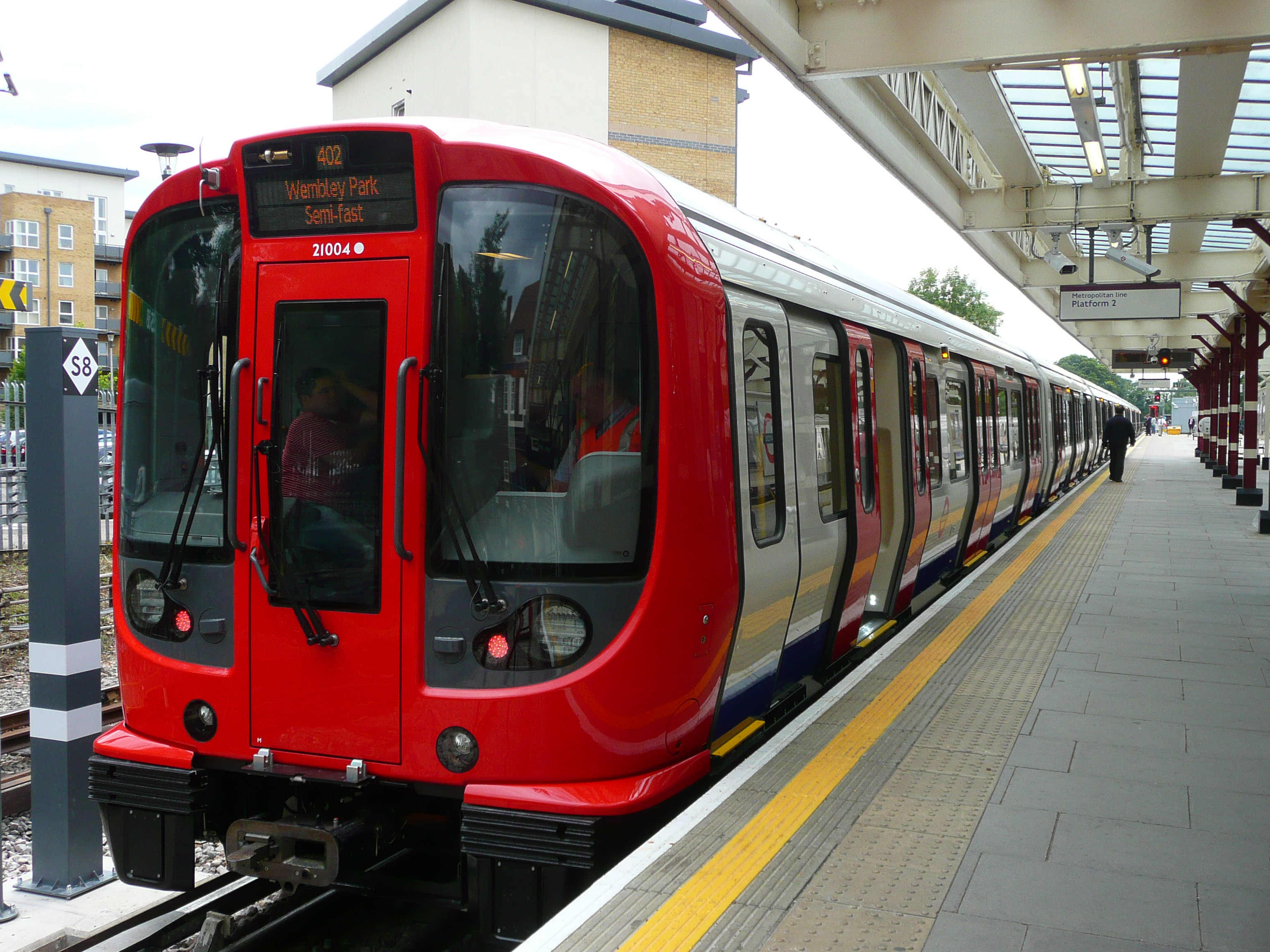
S Stock

### Scartamento
Tutte le linee utilizzano lo scartamento normale europeo di 1 435 mm.

### Alimentazione elettrica
La metropolitana è alimentata da corrente continua a 630 volt. Per alimentare i treni viene utilizzato un sistema con doppia terza rotaia, una per il polo positivo (laterale) e una per il polo negativo (centrale).

### Wi-Fi e ricezione cellulari
Nell'estate del 2012 nella metropolitana sono stati installati numerosi hotspot Wi-Fi, in modo che l'utenza potesse navigare su internet aspettando il treno, usufruendo di una rete Wi-Fi gratuita.
Non è, invece, possibile utilizzare telefoni cellulari nella metro; vi è stato solo un progetto, prima delle Olimpiadi 2012, che però venne abbandonato a causa delle significative difficoltà tecniche.

## Servizio

### Tariffe

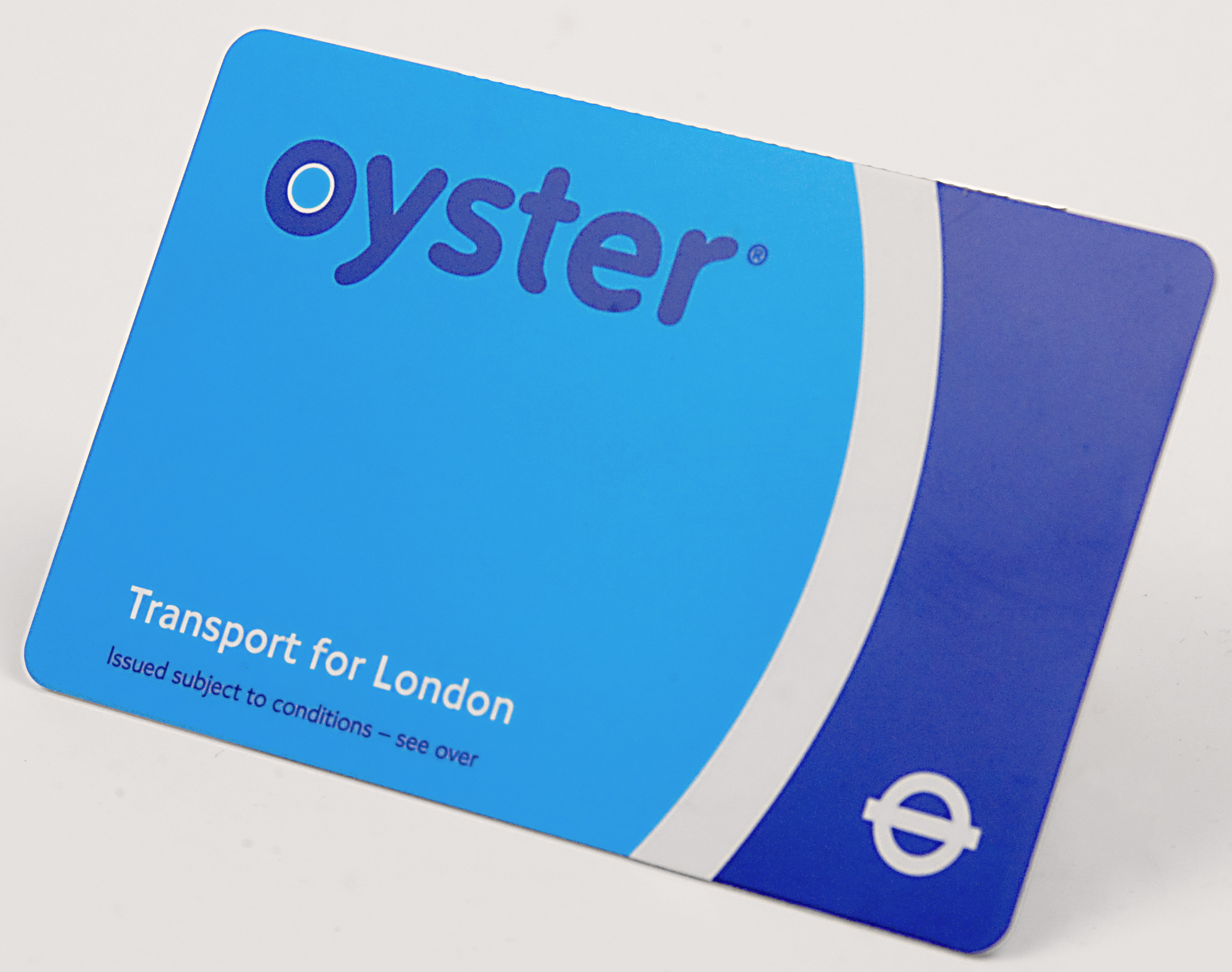
La Oyster Card

La metropolitana usa le zone tariffarie stabilite dalla Transport for London per il calcolo delle tariffe. Vi sono nove zone: la zona 1 è quella centrale, che comprende tutti gli scali compresi dentro l'anello descritto dalla linea Circle più alcune stazioni ubicate a sud del Tamigi. A partire dalla zona 7 in poi, invece, sono incluse solo le fermate della linea Metropolitan dopo Moor Park, al di fuori della Grande Londra. Può talvolta capitare che una stazione sia compresa in due zone tariffarie: in tal caso, si applica la tariffa più economica. Per il viaggio sono utilizzabili i biglietti cartacei oppure la Oyster Card, ovvero la tessera elettronica.
La Transport for London introdusse la Oyster per la prima volta nel 2003; ha la forma di una carta di credito blu con un chip RFID, che viene caricata con diversi tipi di biglietti elettronici (giornaliero, settimanale, mensile, a uso semplice, ecc). La tessera è utilizzabile sulla metro ma anche sui bus, tram, sulla DLR e sui servizi della National Rail compresi nella Greater London.
Per un corretto utilizzo, basta avvicinare la carta al sensore posto nei pressi dei tornelli di entrata e uscita: a questo punto il chip RFID comunica via impulsi radio con un'apposita apparecchiatura presente nelle porte di accesso alle stazioni.
Dal 2016, inoltre, è possibile utilizzare tutti i dispositivi supportati dal sistema Apple Pay (in particolare iPhone e Apple Watch), Già dal 2023 non è più necessario l'acquisto della Oyster Card poiché sono accettati tutti i metodi di pagamento elettronici: tramite dispositivi NFC supportati dal sistema Google Wallet ma anche direttamente con le carte di pagamento wireless.
Per chi non obliterasse il proprio biglietto (sia esso cartaceo o elettronico) è prevista una pena di 80 sterline (40 se pagata entro 21 giorni), ai sensi di quanto istituito nella Regulation of Railways Act 1889 e nei Transport for London Byelaws.

### Orari di servizio
La Tube chiude di notte, prestando servizio dalle 5:00 del mattino circa fino all'1:00 della mattina successiva: nei weekend, invece, l'apertura avviene più tardi.. Dal 20 agosto 2016, solo il venerdì e il sabato, le linee Central, Victoria, Jubilee, Piccadilly e Northern rimangono aperte 24 ore al giorno. L'interruzione notturna del servizio avviene per motivi di manutenzione.
Tutte le linee della metro rimangono aperte la notte di Capodanno e il trasporto, dall'1:00 alle 6:00 del 1º gennaio, è gratuito su tutta la rete. In altre occasioni speciali, come i Giochi olimpici di Londra, la rete ha fornito un servizio notturno straordinario.

### Accessibilità

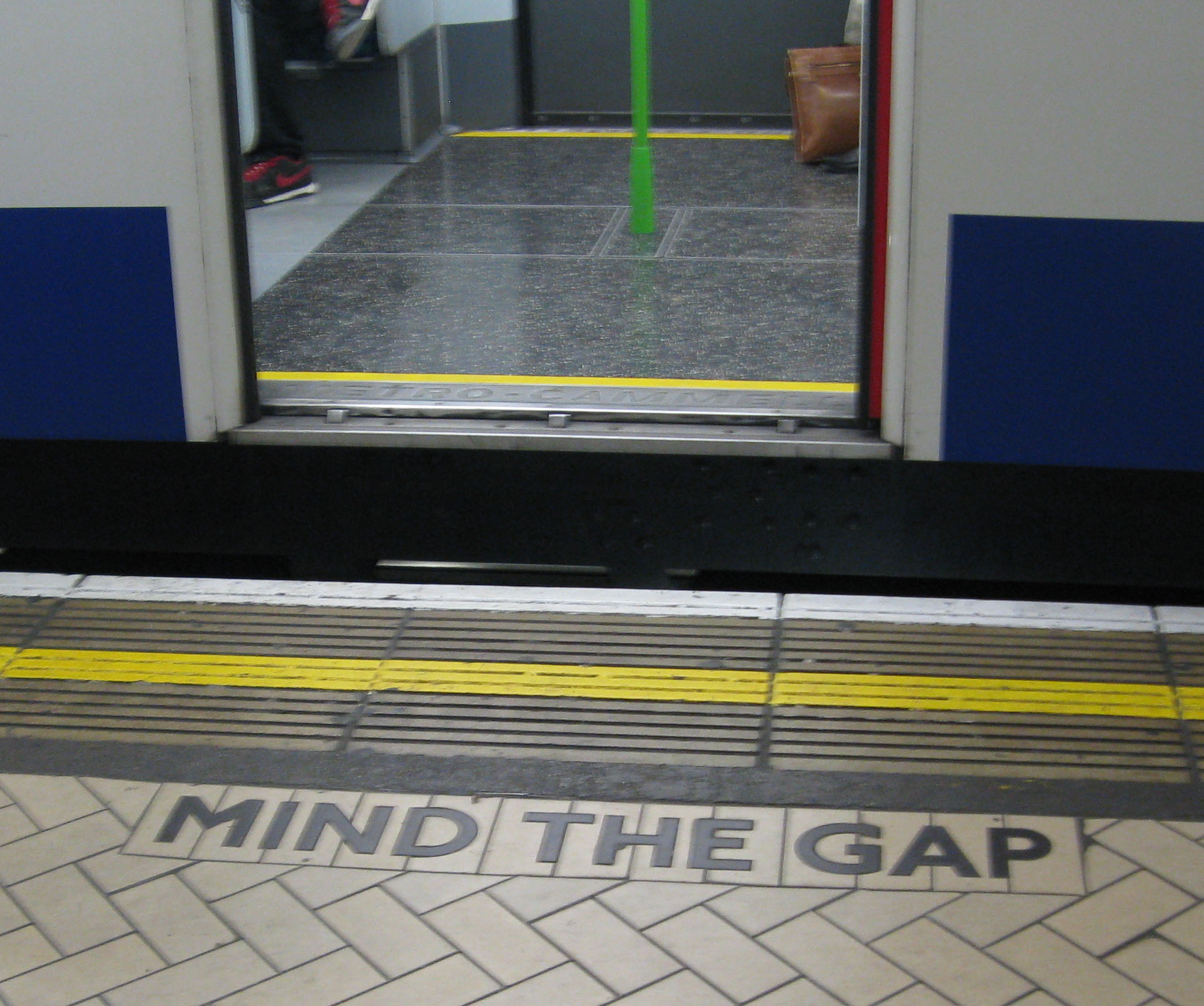
Lo spazio tra il treno e la banchina alla stazione di Victoria. La frase «Mind the gap», visibile sul ciglio della banchina, venne coniata nel 1968 proprio per segnalare la presenza del vuoto.

Quando gran parte della rete metropolitana venne costruita, l'accessibilità per le persone a mobilità ridotta non era ancora considerata come un problema da affrontare e risolvere, per cui le stazioni sono rimaste pressoché inaccessibili ai viaggiatori su sedia a rotelle fino al 1993. La tematica venne affrontata per la prima volta nel 1999, in occasione dell'estensione della linea Jubilee: nelle nuove stazioni fu infatti considerato anche questo problema. L'ammodernamento delle stazioni vecchie secondo le nuove norme sarà invece parte di un investimento pluriventennale ed è considerato come intervento di massima importanza poiché, secondo un'indagine svoltasi nel 2010, circa il 10% dei londinesi ha una mobilità ridotta e, a causa dell'invecchiamento della popolazione, questi numeri saranno destinati ad aumentare nel futuro.
La TfL ha creato una versione della tube map che indica le stazioni in cui si può accedere dall'ingresso al treno senza gradini. La cartina riporta anche le distanze tra il convoglio e la banchina (che a volte possono raggiungere anche i 30 cm), qualora la stazione sia in curva oppure è presente un distacco piuttosto elevato.
Al 2012, ci sono 66 stazioni con un accesso step-free dalla banchina al treno, mentre sono in fase di elaborazione alcuni progetti per incrementarle a 94 nei prossimi dieci anni. Inoltre, al 2016, un terzo delle stazioni disponeva di apparecchi che facilitano la discesa al piano banchine.

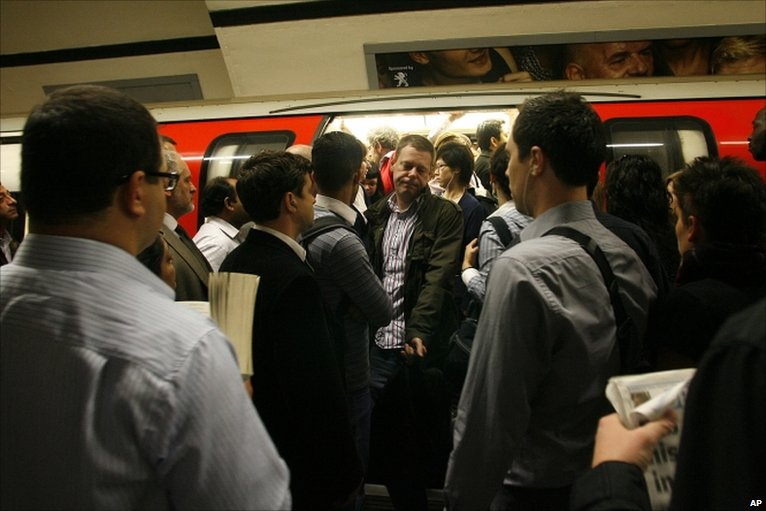
Folla in un treno della linea Northern durante l'ora di punta

### Ritardi e affollamento
Nelle ore di punta, le stazioni possono diventare talmente affollate da esser chiuse per evitare incidenti. I passeggeri potrebbero non riuscire a salire sul primo treno e la maggior parte dell'utenza non trova un posto a sedere a bordo del convoglio; addirittura, alcuni vagoni hanno una media di quattro persone per metro quadro. Quando viene registrato il tasso di soddisfazione dalla TfL, uno dei problemi più ricorrenti è proprio il sovraffollamento, che viene indicato anche come causa di problemi cardiaci e minor produttività.
Rispetto al 2003-2005, l'affidabilità del sistema è enormemente aumentata: basti pensare che le Lost Customer Hours (ovvero le ore lavorative perse) sono scese da 54 a 40 milioni. L'utenza, inoltre, è autorizzata a esigere un rimborso se il ritardo è causato da un'inadempienza della TfL e supera i 15 minuti.

### Sicurezza
La metropolitana di Londra registra ottimi dati nella sicurezza dei passeggeri: il tasso di incidenti mortali, infatti, è pari a 1 ogni 300.000.000 corse.
Nonostante ciò i suicidi sono frequenti, anche se si stima che per ogni suicidio riuscito ve ne siano tre tentati. Molte stazioni sono dotate di uno spazio vuoto tra i binari e la banchina, conosciuta come 'buca del suicida', il cui scopo è quello di impedire a chi per qualsiasi motivo dovesse cadere dalla banchina di ritrovarsi direttamente sui binari.
Anche se è una delle metropolitane più affollate del mondo, sono pochi gli incidenti dovuti al sovraffollamento, grazie anche al monitoraggio costante dei flussi di viaggiatori con telecamere a circuito chiuso: in questo modo, in casi estremi l'accesso ad alcune stazioni viene vietato.
La sicurezza dei dipendenti è stata spesso oggetto di critiche; nel gennaio 2002 la società che ha in gestione la rete è stata multata di 225 000 sterline per aver violato regolamenti sulla sicurezza dei lavoratori, facendoli lavorare sui binari, nell'oscurità e con la pioggia, mentre vi transitavano treni.
In tutta la rete della metropolitana vige il divieto di fumo dal 1987, anno in cui una scala mobile prese fuoco alla stazione di King's Cross a causa di un fiammifero, uccidendo 31 persone. Dal 2008, a seguito di una legge promossa dall'allora sindaco di Londra Boris Johnson, negli spazi della metropolitana è vietato consumare bevande alcoliche.

## Aspetti visivi

### Mappa

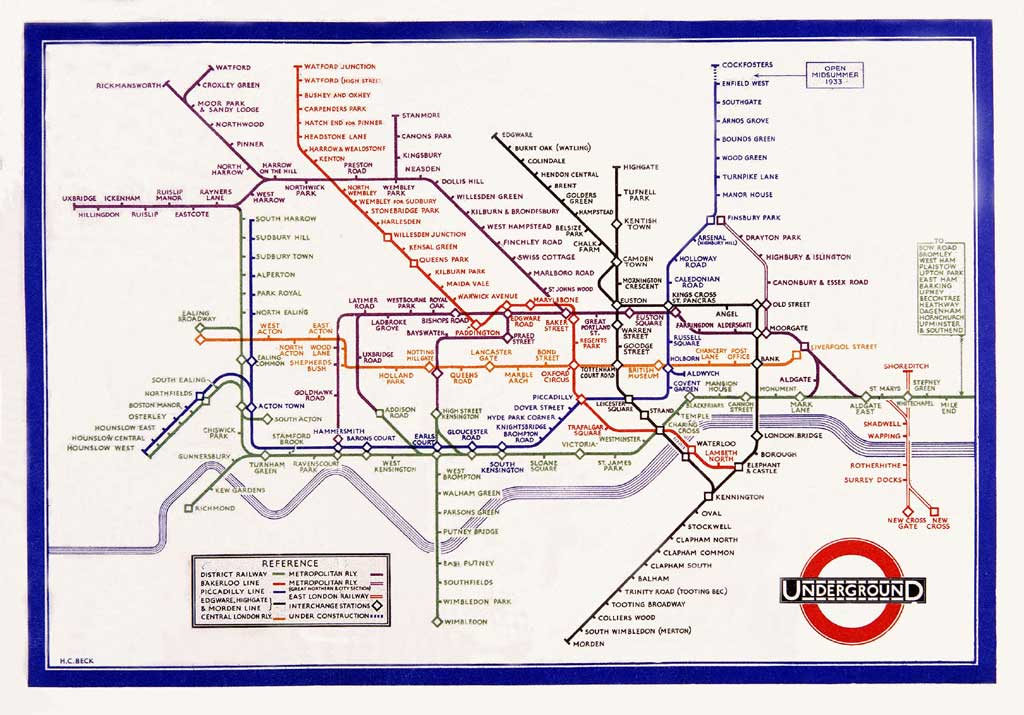
La mappa di Beck.

Le prime mappe della metropolitana di Londra disponevano le stazioni in base alla loro posizione geografica, sovrapponendole talvolta ai principali assi viari londinesi sul retro. I problemi che scaturivano da questa scelta erano molteplici: la zona centrale, essendo satura di stazioni, era difficilmente leggibile mentre le fermate periferiche erano distanti tra di loro e venivano spesso omesse.
Il primo a ideare e dar vita a una rappresentazione schematica della metropolitana fu Harry Beck. Beck distorse quindi la geografia a favore di una maggiore leggibilità e chiarezza. La sua bozza venne presentata nel 1931 e, dopo un rifiuto iniziale, venne finalmente stampata nel 1933. La cartina odierna è un'evoluzione di quella originaria e da allora molte metropolitane hanno adottato il disegno di Beck.
Oggi la mappa, oltre alla metro, raffigura anche la DLR, l'Overground e la London Cable Car.

Il carattere Johnston.

### Carattere tipografico
Nel 1916 Edward Johnston progettò un nuovo carattere tipografico su commissione di Frank Pick. Prima di assumere la denominazione attuale, era noto come Underground e Johnston's Railway Type.
Il carattere, senza grazie, in virtù della sua grande leggibilità, è usato in tutte le mappe, le targhe e la segnaletica della metropolitana londinese. Il Johnston, tra l'altro, influenzerà anche Eric Gill (che lavorò anche allo sviluppo del carattere) nel disegno del suo carattere più celebre, il Gill Sans, ad oggi uno dei caratteri più utilizzati al mondo.

### Ilroundel

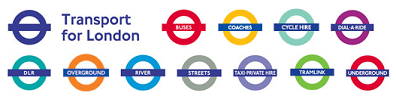
I roundel di ogni servizio della Transport for London.

Il cerchio venne introdotto nelle stazioni della metropolitana nel 1908. Inizialmente conosciuto come «the bar and the circle» («la barra e il cerchio»), aveva un preciso scopo: collocato nelle banchine, dava infatti risalto al nome della stazione, che quindi veniva immediatamente visto dai passeggeri. Nello stesso anno, inoltre, le varie compagnie che gestivano la rete della metropolitana decisero di utilizzare la parola «UNDERGROUND» collocata nella barra blu orizzontale del roundel, in modo da promuovere la loro offerta congiunta di servizi. Seguiranno varie modifiche, come quella attuata da Edward Johnston che lo modificò includendovi il carattere tipografico da lui ideato.
Nel 1933, dopo che la gestione della metropolitana fu affidata alla London Passenger Transport, i cerchi vennero adottati anche per altri servizi, come il trasporto su gomma: fu solo l'inizio di un processo che avrebbe reso il roundel simbolo unificante dei trasporti a Londra. Per esempio, sono dotati di un proprio roundel la Docklands Light Railway, il Tramlink, la London Overground e la Elizabeth Line.

## Opere dedicate
Molti film sono stati girati sulla metropolitana di Londra: fra questi, i principali sono Skyfall, La morte può attendere, Sliding Doors, Un lupo mannaro americano a Londra, Creep - Il chirurgo e Nessun dove. Nel 2000 la London Underground Film Office ricevette più di 200 richieste per usare la metro londinese come set cinematografico.
La metropolitana è evocata anche in vari romanzi, come V per Vendetta, e canzoni, come Down in the Tube Station at Midnight dei The Jam.
Numerosi giochi sono ispirati alla Tube: fra i principali, vi sono il gioco radiofonico Mornington Crescent di BBC Radio 4 (il cui nome deriva dalla stazione reale della linea Northern), i giochi da tavolo The London Game e Scotland Yard, i videogiochi Subway Vigilante e World of Subways 3: London Underground Simulator; il videogioco Train Sim World 2 presenta numerose tratte della linea Bakerloo.